# 南十字座θ1
南十字座θ1（θ1Cru、θ1 Crucis） 是在南十字座的一對光譜聯星。它們的視星等是肉眼可見的+4.30m。使用視差測量得到與太陽的距離大約是235光年。
這一對的軌道互相接近的週期是24.5天，離心率0.61。主星的光譜是Am星，是化學性質異常的A型恆星，顯示有某些元素的吸收線異常變化。它的恆星光譜是A3(m)A8-A8，質量是太陽的157%，它的外層大氣表面有效溫度是7341K，輻射出的光度是太陽的81倍。異常的是檢測到的X射線輻射來自這顆A型星的整個輻射層，但也有可能來自於軌道上的同伴。